# Saint Lucias Arbetarparti
Saint Lucias Arbetarparti, the Saint Lucia Labour Party (SLP) är ett socialdemokratiskt parti i Saint Lucia, bildat 1950 av bland andra George Charles.
Partiet har regerat landet i perioderna 1951 till 1964, 1979 till 1982 och 1997 till 2006. SLP:s senaste statsminister hette Kenny Anthony.
I valet den 11 december 2006 fick SLP 6 av 17 mandat och förlorade makten till Förenade Arbetarepartiet (UWP).